# Friedrich van Heiden
Le comte Feodor Logginovitch Heiden (finnois : Fjodor Logginovitš Heiden, russe : Фёдор Логгинович Гейден ; allemand : Friedrich Moritz Reichsgraf van Heyden), né le 27 septembre 1821 à Sveaborg et mort le 31 août 1900 à Tsarskoïe Selo, est un général d'infanterie de l'Armée impériale russe. 

## Biographie
Fils de l'amiral Lodewijk van Heiden (appelé Login Geiden en Russie), il est chef de l'état-major général de l'armée impériale russe de 1866 à 1881, puis gouverneur général de Finlande de 1881 à 1898.  

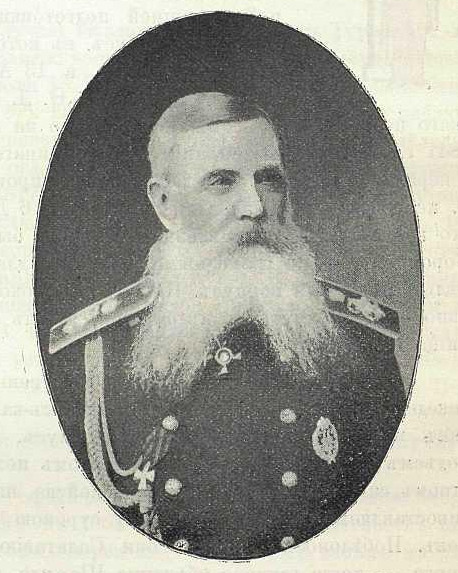
Heiden en 1895